# 山本里奈
山本 里奈（やまもと りな、1984年8月9日 - ）は、福井県出身のレースクイーン、女性モデル。愛称は「りなにゃん」。サイン等では好んで「Loveり〜な」を使用する。 
フェイスネットワークに所属していたが、2009年12月末に退所（同事務所も同時期に解散となったが、その発表以前に決まっており、関連はない）。現在はフリーに転向している。

## 人物・来歴
- 2006年から2010年まで芸能人女子フットサルチーム「ZENT sweeties」に所属（背番号「3」）。前身の「Team Good」時代からの数少ないメンバーの一人だった。
- 趣味：水泳、ピアノ、筋トレ
- 好きな色：ピンク、白
- 撮影会を頻繁に開催している。

## レースクイーン
- 2005年、SUPER GT「NISSAN MOTULサーキットレディ」
- 2006年、SUPER GT「WOODONEレースクイーン」
- 2007年、SUPER GT「宝山’s cosmosサーキットレディ」
- 2008年、SUPER GT「WOODONEレースクイーン」
- 2009年、SUPER GT「TEAM TAISANレースクイーン」

## 出演番組
- 宇宙一せまい授業!（あっ!とおどろく放送局）
- WAKU!WAKU!Tokyo Disney Resort（旅チャンネル）